# 马过河特大桥
马过河特大桥是中国云南省昆明市富民县的一座梁桥，是云南省 101省道轿子山旅游专线段跨越马过河的特大桥，最大跨距为190（620英尺）米，桥面高度为180（590英尺）。